# Frühwarn- und Reaktionssystem (EWRS)
Das Frühwarn- und Reaktionssystem (englisch Early Warning Response System, Abk. »EWRS«) ist ein Kommunikationsmittel für die Kontrolle und zur Vorbeugung von Krankheiten. Es wird vom »Europäischen Zentrum für die Prävention und die Kontrolle von Krankheiten« (ECDC), einer unabhängigen Agentur der Europäischen Union (EU), den EU-Mitgliedstaaten (sowie Norwegen, Island und Liechtenstein) für den Austausch von Informationen zur Vorbeugung von übertragbaren Krankheiten genutzt. Dazu gehören z. B. Tuberkulose, Masern, Gelbfieber, SARS, H1N1 und eine Reihe weiterer übertragbarer Krankheiten.